# 弗雷特罗德
弗雷特罗德（德語：Fretterode）是德国图林根州的市镇，隶属于艾希斯费尔德县。总面积为5.92平方千米，截至2023年12月31日总人口为179人。